# دایورسیتی فضایی

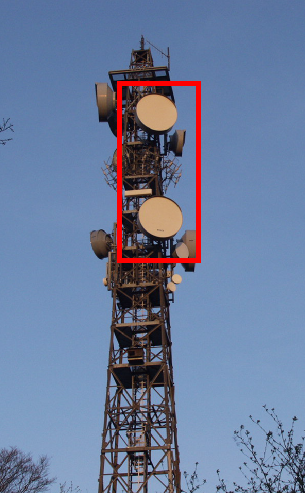
دایورسیتی فضایی

دایورسیتی فضایی (به انگلیسی: Antenna diversity) یا آنتنی یکی از روش‌های دایورسیتی می‌باشد، که در آن از دو یا چند آنتن برای افزایش کیفیت و اطمینان لینک مخابراتی بی سیم استفاده می‌شود.معمولاً در محیط‌های شهری یا درون ساختمانی ،بین گیرنده و فرستنده مسیر مستقیم وجود ندارد.به جای آن سیگنال قبل از رسیدن به گیرنده از مسیرهای مختلف منعکس می‌شود، که هر نمونه می‌تواند دارای شیفت فازی، تضعیف یا تاخیری متفاوت باشد که می‌توانند سبب تداخل در گیرنده برای هم شوند.دایورسیتی فضایی یکی از روش‌ها برای مبارزه با این مسائل می‌باشد.به این خاطر که آنتن‌های مختلف می‌توانند سبب ایجاد نمونه‌های مستقل از سیگنال اصلی باشند.هر آنتن یک محیط تداخلی را تجربه می‌کند و احتمال اینکه همزمان همه آنتن‌ها دچار محو شدگی عمیق شوند را به شدت کاهش می‌دهد.از طرف دیگر این روش سبب ایجاد سخت افزارهای بیشتر در گیرنده یا فرستنده یا در هردو می‌شود و در کنار آن نیاز به پردازش‌های بیشتری در گیرنده برای استفاده بهتر از نمونه‌های متفاوت سیگنال به وجود می‌آورد.

## روش‌های آنتن
با توجه به محیط و نیاز ما می‌توانیم از روش‌های مختلفی استفاده کنیم:
- در یک روش که در مخابرات سلولی نیز مورد استفاده قرار می‌گیرد از چند آنتن دارای مشخصه‌های یکسان در کنار هم با رعایت فاصله مطلوب استفاده می‌شود.
- در یک روش از الگوهای تشعشعی آنتن برای رسیدن به این دایورسیتی استفاده می‌کنیم.
- در یک روش دیگر از آنتن‌ها با قطبش‌های متفاوت استفاده می‌شود.
- می توانیم از آنتن‌های آرایه‌ای نیز استفاده کنیم.

## روش‌های پردازش
روش‌های مختلفی نیز برای پردازش این نمونه‌های دریافتی در گیرنده وجود دارد:
- راه گزینی : در این روش از یک آنتن استفاده می‌کنیم و مادامی که وضعیت کانال آن آنتن از یک حد آستانه‌ای پائین نیاید همچنان از آن استفاده می‌کنیم و به مجرد گذز از حد آستانه یک آنتن دیگر انتخاب می‌شود و این روند ادامه می‌یابد.در این روش آنتن‌های دیگر خاموش می‌باشند.این روش ساده‌ترین و کم مصرف‌ترین روش می‌باشد.
- انتخاب :همانند روش راه گزینی ،هر لحظه تنها از یک آنتن استفاده می‌کند و معیار آن بهترین نسبت سیگنال به نویز در گیرنده آنتن‌های مختلف می‌باشد.
- ترکیبی : در این روش ، تمام آنتن‌ها در گیرنده به صورت همزمان مورد استفاده قرار می‌گیرند .در این روش که خود دارای چند زیرحالت می‌باشد می‌توانیم سیگنال‌ها را به صورت مستقیم ، یا وزن دار با هم ترکیب نمائیم.این روش دارای بهترین بهره و از طرفی بیشترین پیچیدگی می‌باشد.